# Incendio de Montreal en 1734

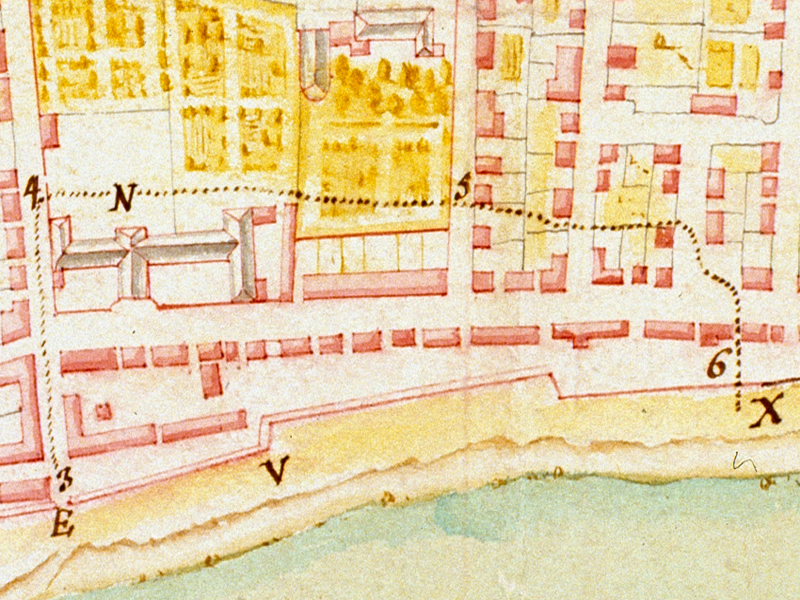
Detalle de un mapa de Montreal en 1734, realizado por Chaussegros de Léry, que muestra el área quemada el 10 de abril.

El incendio que arrasó Montreal en 1734 desencadenó el juicio más relevante durante el régimen francés en Canadá. Marie-Joseph Angélique, una esclava negra de Nueva Francia, fue acusada sin evidencias concluyentes de haber provocado el fuego, ocurrido el 10 de abril de 1743 alrededor de las siete de la tarde.

## El fuego
En la primavera de 1734, Montreal era una ciudad modesta, con apenas 5.000 habitantes, unas pocas centenas de viviendas y algunos edificios públicos. La esclavitud era relativamente común en Nueva Francia y Marie-Joseph Angélique pertenecía a Thérèse de Couagne, viuda del comerciante François Poulin de Francheville. Con 29 años, Marie-Josèphe-Angélique era una mujer vivaz, de carácter franco y poco sumiso, conocida por su temperamento expresivo.
Según los registros, el incendio se originó en la buhardilla de la residencia de Madame de Francheville, situada en la calle Saint-Paul, —actualmente parte del distrito histórico del Viejo Montreal. Avivado por vientos intensos, las llamas se extendieron con rapidez, devorando en apenas tres horas 46 viviendas de la misma calle, el Hôtel-Dieu (reconstruido recientemente tras el incendio de 1721), y dejando sin hogar a cientos de personas.
Al día siguiente, la población de Montreal, indignada, comenzó a difundir rumores que señalaban a Marie-Josèphe-Angélique como la responsable del incendio, supuestamente provocado para facilitar su fuga de la colonia. Esta sospecha se reforzó por un antecedente: dos meses antes del siniestro, ella había intentado escapar hacia las colonias inglesas junto a su amante, Claude Thibault, un hombre blanco. Las autoridades vincularon rápidamente ambos hechos, concluyendo que el incendio había sido una estrategia de distracción para huir con Thibault, quien había sido liberado de prisión apenas 48 horas antes.
Los historiadores enfrentan desafíos para reconstruir los hechos con precisión, ya que la prohibición de periódicos en la época limita las fuentes disponibles. Hoy sólo se conservan documentos manuscritos: las actas del secretario que registró los testimonios, los informes de los alguaciles, la correspondencia de los funcionarios coloniales e incluso los diarios personales de las monjas de los hospitales.

## El juicio
El fiscal hizo detener a Marie-Joseph Angélique únicamente por rumores públicos, en aplicación de la Ley Penal de 1670. Fue arrestada y arrojada a las prisiones reales. Claude Thibault huyó inmediatamente, dejando a la esclava sola ante la justicia, los testigos y los rumores que corrían.
A lo largo de los dos meses que duró el juicio, alrededor de veinte testigos declararon ante el tribunal, todos ellos firmemente convencidos de la culpabilidad de Marie-Josèphe-Angélique, aunque ninguno presenció el momento en que se inició el incendio. Algunos afirmaron que la acusada había expresado su intención de incendiar la propiedad de Madame de Francheville, mientras que otros describieron a Angélique como visiblemente alterada y nerviosa poco antes de las siete de la tarde, hora en que estalló el fuego. Un giro inesperado se produjo hacia el final del proceso, cuando una niña de cinco años testificó haber visto a Angélique subir al desván portando una pala del fuego con brasas.
Frente a los testimonios en su contra y a la ausencia de declaración de su amante, quien no aportó pruebas, Marie-Josèphe-Angélique mantuvo su negativa a admitir culpabilidad mientras insistía en su inocencia. Aun así, fue sentenciada a sufrir torturas con el método de la bota antes de su ejecución en la horca. Durante el suplicio, presionada por las preguntas del juez, terminó por confesar, aunque sostuvo que había actuado sin cómplices. Cumpliendo con lo estipulado en la Ley Penal de 1670, fue ejecutada en la horca el 21 de junio de 1734 en Montreal, y su cuerpo quemado a continuación.
Claude Thibault, señalado como amante y posible cómplice de Marie-Joseph Angélique, logró evadir toda captura y desapareció sin dejar rastro.